# Đài thiên văn Paranal
Đài thiên văn Paranal là một đài quan sát thiên văn của Đài thiên văn Nam Âu (ESO); nó nằm ở sa mạc Atacama ở miền bắc Chile ở Cerro Paranal tại 2.635 m (8.645 ft) ở độ cao 120 km (70 dặm) về phía nam của Antofagasta. Tổng diện tích ánh sáng thu được, nó là đài thiên văn quang học hồng ngoại lớn nhất ở Nam bán cầu; trên toàn thế giới, nó là thứ hai sau Đài thiên văn Kea Mauna ở Hawaii.
Very Large Telescope (VLT), kính viễn vọng lớn nhất trên Paranal, gồm có bốn riêng biệt 8,2 m (320 in) kính thiên văn. Ngoài ra, bốn kính thiên văn chính có thể kết hợp ánh sáng của họ để làm cho một công cụ thứ năm, Very Large Telescope giao thoa (VLTI). Bốn chiếc kính thiên văn phụ trợ là 1,8 m (71) từng cũng là một phần của VLTI để làm cho nó có sẵn khi kính viễn vọng chính đang được sử dụng cho các dự án khác.
Địa điểm cũng bao gồm Kính viễn vọng VLT Survey 2,6 m và kính thiên văn khảo sát VISTA 4 mvới các lĩnh vực rộng lớn hơn của điểm khảo sát khu vực rộng lớn của bầu trời thống nhất.
Hai cơ sở mới lớn đang được xây dựng gần đó: phần phía Nam của kính thiên văn tia gammar Array Cherenkov (không thuộc sở hữu của ESO) sẽ được bố trí tại các căn cứ 10 km về phía đông nam Paranal; trong khi tương lai E-ELT ESO sẽ được trên đỉnh lân cận của Cerro Armazones 20 km về phía đông của Paranal, và sẽ chia sẻ một số thiết bị cơ bản.